# Philip Johnson
Philip Cortelyou Johnson (8. srpnja 1906. – 25. siječnja 2005.) bio je utjecajni američni arhitekt.  Sa svojim okruglim naočalama debelih stakala, Johnson je desetljećima bio najprepoznatljivija figura u američkoj arhitekturi.
Godine 1930. osnovao je odjel arhitekture i dizajna u Muzeju moderne umjetnosti u New Yorku (MoMA), a 1978. je, kao povjerenik, od Američkog instituta arhitekata nagrađen je Zlatnom medaljom. Prvi je dobitnik Pritzkerove nagrade za arhitekturu (1979.). Studirao je na Harvardovom diplomskom studiju dizajna.

## Rani život
Johnson je rođen u Clevelandu, državi Ohio. Potomak je Jansena (Johnson), obitelji iz New Amsterdama, a među njegovim precima poznati je hugenot Jacques Cortelyou. Pohađao je školu Hackley u Tarrytownu, New Yorku, a zatim je studirao dodiplomski na sveučilištu Harvard, gdje se fokusirao na povijest i filozofiju, osobito na rad predsokratovskih filozofa. Nekoliko puta Johnson je prekinuo program svog obrazovanja putovanjima u Europu. Ta putovanja važan su trenutak njegova obrazovanja. Posjetio je Chartres, Partenon, te mnoge druge antičke spomenike, sve više fasciniran arhitekturom.
Godine 1928. Johnson upoznaje arhitekta Ludwiga Miesa van der Rohea, koji je u to vrijeme projektirao Njemački paviljon za Međunarodnu izložbu u Barceloni 1929. Sastanak je svakako bio važan trenutak za Johnsona te je odredio cjeloživotni odnos suradnje ali i konkurencije.
Johnson se vratio iz Njemačke kao obraćenik na novu arhitekturu. Nakon podrobnijeg istraživanja Europe, s dvojicom kolega Alfredom H. Barr Jr. i Henry-Russellom Hitchcockom s kojima je iz prve ruke istraživao je najnovije trendove u arhitekturi, trio je okupio svoja otkrića u izložbi "Internacionalni stil: Arhitektura od 1922" u Muzeju moderne umjetnosti 1932. Izložba je bila vrlo utjecajna i smatra se da je uvela američku javnost u modernu arhitekturu. Kao ključni arhitekti ističu se Le Corbusier, Walter Gropius, te Mies van der Rohe. Izložba je također poznata po jednoj kontroverzi: arhitekt Frank Lloyd Wright je povukao svoje unose uvrijeđen time što nije značajnije istaknut.
Kao kritičar Peter Blake je izjavio kako važnost ove izložbe u oblikovanju američke arhitekture tog stoljeća "ne može biti precijenjena." U knjizi koja prati izložbu, zajedno s Hitchcockom, Johnson ističe da novi moderni stil održava tri formalna načela: 1. naglasak na arhitektonskom prostoru iznad masa 2. odbacivanje simetrije i 3. odbacivanje primijenjene dekoracije. 
Johnson je nastavio raditi kao predlagač moderne arhitekture, koristeći Muzej suvremene umjetnosti kao propovjedaonicu. Organizirao je Le Corbusier-ov prvi posjet SAD-u 1935., a zatim je uveo i Miesa, te Marcela Breuera u SAD kao emigrante.
U 1930. Johnson je izrazio simpatiju prema nacizmu, kao i antisemitske ideje. Kasnije u svom životu, o tom razdoblju izjavio je: "Nemam isprike takvu nevjerojatnu glupost... Ne znam kako okajati krivnju. "
Tijekom Velike depresije, Johnson je podnio ostavku u MoMA-i kako bi se okušao u novinarstvu i agrarnoj populističkoj politici. Njegov entuzijazam bio je usmjeren na kritiku liberalne države blagostanja, čiji se "neuspjeh" činio očitim tijekom 1930-ih. Kao dopisnik, Johnson je promatrao Nuremberška okupljanja u Njemačkoj i pokrivao invaziju na Poljsku 1939. Invazija je bila prekretna točka Johnsonova interesa u novinarstvu ili politici, nakon koje se vratio prijaviti u američku vojsku. Nakon nekoliko, kao što je sam opisao, neistaknutih godina u uniformi, Johnson se vratio na diplomski studij dizajna na Harvardu napokon nastaviti svoju karijeru arhitekta.

### The Glass House
Johnsonov rani utjecaj kao arhitekta u praksi je bila njegova upotraba stakla; njegovo remek-djelo je Glass House (Staklena kuća), iz 1949., vrlo utjecajno djelo koje je projektirao kao svoje boravište u New Canaanu. Koncept staklene kuće smještene u krajolik, s pogledom umjesto zidova, razrađivali su mnogi strani arhitekti (njemački Glasarchitektur crteži 1920-ih), a već ga je u početnom obliku skicirao Johnsonov mentor Mies. Zgradu odlikuje minimalizam strukture, geometričnost, proporcije, te efekti koje daju prozirnost i refleksija svjetla.
Kuća se nalazi na Johnsonovom imanju, na rubu grebena s pogledom na jezero. Plohe zgrade su stakla uokvirena čelikom boje ugljena; pod od opeke nije u istoj ravnini s tlom, već je odignut 25 cm. Interijer je otvoren prostor podijeljen niskim ormarima od orahovine, a valjak od opeke koji sadrži kupaonicu jedini je objekt koji se proteže od poda do stropa.
Johnson se nastavio okušavati u arhitekturi na svom imanju. Pedeset metara od Glass House-a izgradio je gostinjsku kuću, koja ponavlja proporcije Glass House-a no potpuno je zatvorena u ciglu (osim malih okruglih prozora na stražnjem dijelu). Sadrži kupaonicu, knjižnicu, te jednu spavaću sobu s pozlaćenim svodom i tepihom. Izgrađena je u isto vrijeme kad i Glass House te se može gledati kao njegov formalni dvojnik. Johnson je izjavio da je namjerno dizajnirana da ne bude savršeno udobna, jer "gosti su poput riba, ne bi trebali trajati dulje od tri dana".
Kasnije, Johnson je dodao slikarsku galeriju s inovativnim mehanizmom rotirajućih zidova kao držača slika, kao i galeriju skulptura. Zadnje strukture koje je Johnson pridodao imanju su knjižnica i zgrada za prijem. Johnson je ansambl jednosobnih zgrada na svom imanju smatrao cjelokupnim umjetničkim djelom, tvrdeći da je to njegov najbolji i jedini "krajobrazni projekt". Glass House je danas pod Nacionalnom zakladom za povijesno očuvanje te otvoren za javno razgledavanje.

### Zgrada Seagram
Nakon nekoliko završenih kuća pod Miesom i Breuerom, Johnson se pridružio Mies van der Rohe-u kao pomoćni arhitekt za 39-katnu Zgradu Seagram (izgrađenu 1956.). Johnson je bio ključan u usmjeravanju povjerenstva prema Miesu, radeći s Phyllis Lambert, kćeri direktora Seagrama. Ova je suradnja arhitekata i klijenta rezultirala brončano staklenim tornjem koji danas stoji na Park Avenue-u.
Dovršavanje Seagram Buildinga s Miesom ključan je pomak u Johnsonovoj karijeri. Nakon ovog uspjeha, Johnsonova praksa je rasla s javnim projektima, uključujući i koordinaciju glavnog plana zgrade Lincoln Center i dizajniranja kompleksa New York State Theater. U međuvremenu, Johnsonu je počela dosađivati ortodoksija internacionalnog stila koju je sam zagovarao.

## Kasnije građevine
U početku zapanjujući, tornjevi od stakla i čelika već su 1960-ih postali uobičajena stvar, što je Johnsona natjeralo da se posveti još impresivnijoj gradnji spektakularnih, kristalnih zgrada, obloženih isključivo staklom. Mnoge od njih odmah su postale ikone, kao npr. PPG Place u Pittsburghu i Kristalna katedrala u Garden Grove-u, Kaliforniji. 
Johnsonova arhitektura predstavlja ravnotežu između dvaju dominantnih trendova u poslijeratnoj umjetnosti SAD-a: "ozbiljnijeg" pokreta minimalizma, te popularnijeg pokreta Pop art-a. Njegovi najbolji radovi izražavaju karakteristike oba pokreta; Johnsonove osobne kolekcije daju primjer toga - u Muzej moderne umjetnosti (MoMA) uveo je umjetnike poput Mark Rothka, pa i Andy Warhola. Naravno, kako se nalazio između ta dva pokreta, puristi obje strane smatrali su da je njegov rad odviše pod utjecajem one druge strane.
U periodu od 1967. do 1991., dok je surađivao s Johnom Burgeejem, Johnson je postao poznat kao graditelj velebnih uredskih tornjeva, te se to razdoblje smatra daleko najproduktivnijim u čitavoj njegovoj karijeri. Tada je izgradio IDS Tower u Minneapolisu, čija je karakteristična figura danas najprepoznatljiviji objekt na panorami Minneapolisa. Godine 1980. dovršio je Kristalnu katedralu, koja je postala jednim od simbola južne Kalifornije.
Zgrada AT&T, danas „zgrada Sony”, dovršena je 1984. te je odmah postala kontroverzna zbog svog neo-georgijanskog pedimenta. U to vrijeme, zgrada se smatrala velikom provokacijom jer je po mnogima narušavala izgled Manhattana, izgledom podsjećajući na veliki ormar poput onih iz vremena Thomasa Chippendalea. Odudarala je od svake estetike modernizma, koji je generacijama odbacivao koristiti bilo kakve uzorke prijašnjih stilova. U retrospektivi, neki kritičari vide tu zgradu kao prvi izraz postmodernizma, nužan u slijepoj ulici modernističke estetike. Johnson je 1987. nagrađen počasnim doktoratom od Sveučilišta u Houstonu.

## Kronološki popis značajnijih djela
- Johnson House (The Glass House), New Caanan, Connecticut, SAD, 1949.
- Kuća Winton, Wayzata, Minnesota, 1952.
- Zgrada Seagram (s Miesom van der Roheom), New York, 1954. – 1958.
- Sinagoga, Port Chester, New York, 1956.
- Nuklearna elektrana Rehovot, Rehovoth, Izrael, 1960. – 1961.
- Muzej Amon Carter, Fort Worth, Texas, 1961.
- Umjetnička galerija Sveučilišta Nebraske, Lincoln, Nebraska, 1962.
- New York State Theatre i Lincoln Center, New York, 1962. – 1964.
- Kline Biology Tower, Sveučilište Yale, New Haven, 1962. – 1965.
- Dom umjetnosti u Bielefeldu (Kunsthalle Bielefeld), Njemačka, 1963. – 1968.
- IDS-Center, Minneapolis, Minnesota, SAD, 1968. – 1973.
- Bostonska javna knjižnica (restauracija), Boston, Massachusetts, 1971.
- Pennzoil Palace, Houston, Texas, 1975. – 1976.
- Water Garden (trg), Fort Worth, Texas, 1980.
- Kristalna katedrala, Garden Grove, Kalifornija, 1980.
- Transco Tower, Houston, Texas, 1982.
- One United Bank Center, Denver, Colorado, 1983.
- Wells Fargo Center, Denver, 1983.
- Republic Bank Center, Houston, Texas, 1983.
- Zgrada AT&T, New York, 1984.
- PPG Place, Pittsburgh, Pennsylvania 1984.
- International Place (ured), Boston, Massachusetts, 1985.
- Lipstick Building, New York, 1986.
- Lewis residence, Cleveland, Ohio, 1989. – 1995.
- Vrata Europe, Madrid, Španjolska, 1989. – 1996.
- Kapela sv. Basila na Sveučilištu sv. Tome, Houston, Texas (zajedno s arhitektom Johnom Manleyjom), 1992.
- Katedrala nade (Cathedral of Hope), Dallas, Texas, 1996. – 1998.
- Celebration Disney World Town, Orlando, Florida, 1995.
- Philip-Johnson-Haus, Berlin, 1997.
- First Union Plaza, Boca Raton, Florida, 2000.
- Interfaith Peace Chapel na Katedrali nade, Dallas, Texas, 2010.

## Vanjske poveznice
- (engl.) Kratak životopis
- (engl.) govor na Sveučilištu u Houstonu  Arhivirana inačica izvorne stranice od 8. veljače 2009. (Wayback Machine)
- (engl.) Arhitektura Philipa Johnsona